# Ivan Massow
Ivan Julian Massow (sinh ngày 11 tháng 9 năm 1967) là một doanh nhân dịch vụ tài chính người Anh, nhà vận động cho quyền đồng tính và tính cách truyền thông. Ông cũng là cựu Chủ tịch của Viện Nghệ thuật Đương đại ở London. Ông đã hoạt động trong chính trị Vương quốc Anh, trước đây là một thành viên của Đảng Bảo thủ và kể từ năm 2016 tại đảng Dân chủ Tự do.
Ông là chủ nhân của Southdown and Eridge Hunt.

## Tuổi thơ
Massow được sinh ra Ivan Field ở Brighton, East Sussex. Mối quan hệ của ông với cha và sau đó là cha dượng của ông đều nghèo; khi còn là một cậu bé, cuối cùng ông được chăm sóc bởi các dịch vụ xã hội, trước khi được John Massow nhận làm thiếu niên. Nhận xét về cuộc sống của mình trước khi nhận con nuôi, Massow đã tuyên bố rằng "Cuộc sống của tôi đến lúc đó có chút mờ mịt. Tôi có bốn gia đình khác nhau, tên tôi đổi từ Field thành Mitchell thành Massow, tôi đã chuyển đi vì nhiều lý do."
Massow là chứng khó đọc và rời trường ở tuổi 16 với một cấp độ O trong ngành kim loại, với những người khác có thể chụp ảnh và lịch sử; tuy nhiên, thông tin liên quan đến bằng cấp ban đầu của ông rất mơ hồ và chính Massow đã nhận xét rằng "Tôi đã nói dối về họ rất nhiều, tôi không thể nhớ những gì thực sự đúng." Ông đã học tại Eastbourne cho một BTEC về nghệ thuật và thiết kế, sau đó chuyển đến Bristol và được thuê bởi một công ty bảo hiểm Năm 1990 Massow chuyển đến London và bắt đầu kinh doanh dịch vụ tài chính của riêng mình.

## Đời tư
Massow là người đồng tính công khai. Anh ấy sống ở Hoxton, ở East End, London và thích cưỡi ngựa và săn cáo.
Sau hậu quả của vụ án Zurich, Massow chuyển đến Tây Ban Nha. Ông bắt đầu uống nhiều và trở thành người nghiện rượu. Tuy nhiên, ông đã không say rượu kể từ năm 2008 và chủ trì một nhóm Người nghiện rượu ở Soho.
Năm 2010 Massow phát triển chứng phình động mạch và bị bệnh nặng.  Ông yêu cầu điều trị tại bệnh viện khẩn cấp, kể cả tại một thời điểm phải phẫu thuật mà không cần gây mê, điều đó đã cứu mạng ông. Massow sau đó mô tả trải nghiệm này là nâng cao tinh thần, nói rằng "Viễn cảnh của cái chết không đáng sợ, như tôi nghĩ, nhưng bình tĩnh và đầy nhẹ nhõm. Và thay vì nghĩ về một ngày mai sẽ không đến, tôi nhìn qua  quá khứ 'cuộc sống' và thực sự khá tự hào và hạnh phúc. Tôi đã tự tha thứ cho mình. Không có gì phải xấu hổ cả."